# По вогонь
«По вогонь», «Боротьба за вогонь» (фр. «La Guerre du feu») — фантастичний роман франкомовного бельгійського письменника Жозефа Роні-старшого про доісторичні часи людства. Твір вперше опубліковано у 1909 році (окреме видання — 1911). Події роману відбуваються в доісторичному минулому, а його герої — первісні люди. Сюжет роману побудований зокрема навколо теми втрати вогню, поневірянь по його здобуттю і загалом процесів освоєння вогню первісними людьми.

## Сюжет
Роні-старший вже мав досвід написання творів подібного роду. Раніше вийшли його романи «Вамірех» (1892) і «Ейрімах» (1893), вони також були присвячені життю первісних людей.
Події, які описує автор у романі переносять нас на десятки тисяч років назад, у кам'яну добу.
Із покоління в покоління життя племені уламрів, сповнене пригод і тривог. Вони змушені вести повсякденну сувору боротьбу з грізними силами природи, з лютими хижаками і ворожими племенами. Все їхнє життя, від народження до смерті, проходить біля вогню і залежить повністю від нього — вони змушені постійно, в день і вночі, зберігати і підтримувати його, бо не вміють ще самостійно його добувати. Під час сутички з ворогами багато уламрів гине, а вогонь був знищений, він «помер». Вождь племені Фаум обіцяє в жінки свою дочку Гамлу тому, хто здобуде вогонь для племені. Добути вогонь зголошується молодий і сильний воїн Нао, син Леопарда, що вибирає собі в супутники двох інших молодих витривалих воїнів — Нама та Гава. Їм протистоїть інший член племені — звіроподібний Агу, син Зубра зі своїми двома братами. Агу також прагне заволодіти Гамлою.
Нао із товаришами починає пошуки вогню у ворожому до уламрів світі. Вони уникають багатьох небезпек, які чатують на них на кожному кроці: це різноманітні хижі звірі; чужі, ворожі племена; незвідані сили природи. Їм належить витримати бій із волохатими людоїдами — кзамами, а згодом — із численними рудими карликами. Друзі добувають вогонь та з великими труднощами починають зворотній шлях до свого дому. По дорозі вони зустрічають дружнє плем'я ва, у якого дізнаються як добути вогонь за допомогою каменів. Повернувшись до племені і перемігши у битві Агу та його братів, герої повертають вогонь рідному племені і навчають членів клану як його самостійно добувати.

## Персонажі
Плем'я уламрів:
- Фаум — вождь племені;
- Гамла, дочка Болота — дочка Фаума;
- Нао, син Леопарда — головний герой;
- Нам, син Тополі — супутник Нао;
- Гав, син Сайги — супутник Нао;
- Агу, син Зубра — старший із братів Зубра;
- Роук, син Зубра — брат Агу;
- Третій, (не названий в романі) — брат Агу;
- Гун Сухі Кістки — старійшина племені;
- Му, син Тура;
- Гоо, син Тигра.

## Наукова достовірність
У романі докладно описуються доісторичні тварини — мамонт, печерний лев, печерний ведмідь і т. д. Крім цього, в ньому робиться спроба реконструювати побут і звичаї різних первісних племен, що стоять на різних стадіях розвитку (тут, ймовірно, йдеться про кроманьйонців та неандертальців). Ці описи в основному базуються на наукових даних того часу, однак подальший розвиток палеонтології та антропології призвів до того, що на початок XXI століття їхня достовірність невелика.

## Український переклад
Роман був перекладений українською мовою в 1957 році. Надалі перевидавався в 1979 році, 2006 року. Роман, ймовірно, є найвідомішим для українського читача твором Жозефа Роні-старшого.

## Продовження
Продовженням роману «По вогонь» вважається роман Роні-старшого «Печерний лев» — зі схожим антуражем, але цілком самостійним сюжетом, у якому діючі персонажі — діти героїв попереднього роману.

## Екранізації
- Боротьба за вогонь (1914) — фільм режисера Жоржа Денола
- Боротьба за вогонь (1981) — французько-канадський фільм режисера Жана-Жака Ано